# Жодель, Этьен
Этьен Жодель (фр. Étienne Jodelle; 1532, Париж — июль 1573, Париж) — французский поэт и драматург, член объединения «Плеяда».

## Биография
Этьен Жодель родился в 1532 году в городе Париже; происходил из семьи парижских буржуа, однако очень скоро дистанцировался от своих близких. Учился в коллеже Бонкур. В начале 1550-х годов находился в Лионе, видимо, по возвращении из Женевы (пребывание в которой было связано с интересом Жоделя к идеям Реформации). Вернувшись в Париж, он поддерживал дружеские отношения с поэтами Никола Денизо, Марком-Антуаном Мюре и Реми Белло.
Известность приходит к Жоделю в 1553 году, после постановки в Реймсе его трагедии «Пленённая Клеопатра», на которой присутствовал весь двор во главе с Генрихом II. Жодель стал главным действующим лицом в организованной в дни карнавала 1553 года Пьером Ронсаром и его друзьями знаменитой театрализованной экскурсии в городок Аркёй (к югу от Парижа), где в подражание древнегреческому ритуалу к нему подвели увенчанного лавровым венком козла (знак признания Жоделя как победителя в состязании авторов трагедий). С этого момента начинается беспримерная слава Жоделя-драматурга.
Во время трёх религиозных войн (1560—1570) написал ряд полемических сочинений против гугенотов. В мае 1571 организовал в Лувре пышный маскарад по случаю торжественного въезда в Париж Карла IX и его супруги Елизаветы Австрийской.

## Творчество

### «Пленённая Клеопатра»
Над своей первой трагедией, «Пленённая Клеопатра» (Cleopatre captive), Жодель работал — по свидетельству современников — не более десяти дней. В этой трёхактной пьесе, сюжет которой связан с трагическим финалом жизни египетской царицы, предпринята попытка возродить традицию античной трагедии (на основе конкретных памятников жанра, а не заветов «Поэтики» Аристотеля). При этом пьеса отличается отсутствием напряжённого конфликта, пространными монологами и диалогами, концентрацией действия на главном персонаже.

### «Эжен»
Пятиактная комедия «Эжен» (или «Евгений», Eugene, 1553)  снабжена Прологом, в котором Жодель обосновывал необходимость соединения национальных традиций с античным опытом, а также ориентацию на демократического зрителя. «В "Евгении" действуют персонажи, близкие к образам-маскам итальянской комедии (хвастливый воин, муж-простофиля, ловкий слуга и др.». Гривуазный дух комедии и особенности стихотворного размера позволяют также сопоставлять это сочинение Жоделя со средневековым фарсом, однако по своему объему (почти две тысячи стихов) «Эжен» значительно превосходит средневековые образцы.

### Прочие сочинения
Жодель является также автором не имевшей успеха у зрителей трагедии «Дидона, приносящая себя в жертву» (Didon se sacrifiant, 1555) и многочисленных поэтических произведений:  од, элегий, посланий и т. д.